# 溶解度曲線

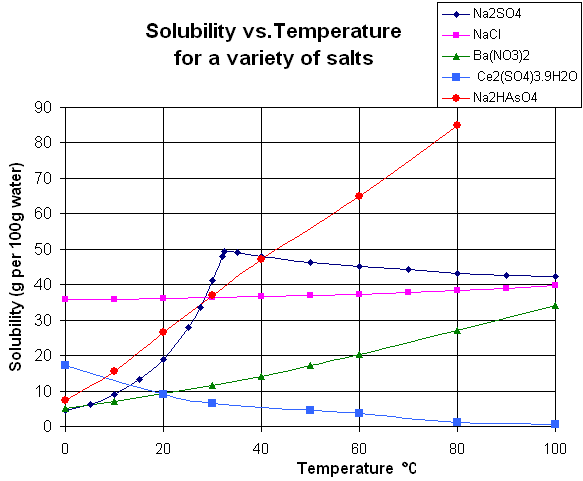
様々な物質の溶解度曲線

溶解度曲線（ようかいどきょくせん）とは、物質の溶解度と温度との関係をグラフにしたものである。一般に縦軸に溶解度を、横軸に溶媒の温度を示す。溶解度を視覚化する事で、再結晶効率の検討などが容易となる。
多くの物質では温度の上昇と共に溶解度が増す右上がりのグラフとなるが、水酸化カルシウムや硫酸セリウムのように右下がりの変化を示すものもある。また、硫酸ナトリウムのように特定温度（この場合は34.38 ℃）に溶解度の最大を持つ物質では、その温度を頂点とした山型のグラフとなる。